# Даглас Гарднер
Даглас Гарднер (1951) — дипломат. Координатор системи ООН в Україні, Постійний представник ПРООН у Києві.

## Біографія
Народився у 1951 році в місті Бостон, США. У 1973 році закінчив університет Копенгагена; магістр Міжнародного менеджменту Американської вищої школи (1977); Гарвардський університет (1996).
- У 1974–1975 — волонтер Корпусу Миру;
- у 1977–1981 — другий віце-президент Міжнародного департаменту Чейз Манхеттен Банку;
- у 1981–1983 — регіональний операційний менеджер UNCDF (Фонд розвитку ООН), Буркіна-Фасо;
- у 1983–1988 — голова департаменту фінансів, адміністрації та мобілізації ресурсів UNCDF, Нью-Йорк;
- у 1988–1993 — голова Адміністрації та фінансових справ, ПРООН, Бангкок, Таїланд;
- у 1993–1996 — заступник Координатора системи ООН, Постійний Представник ПРООН, Янгон, М'янма.
- у 1996–2000 — координатор системи ООН, Постійний Представник ПРООН в Монголії, Улан-Батор;
- у 2000–2004 — координатор системи ООН, Постійним Представником ПРООН в Україні, Київ.

## Нагороди та відзнаки
- Срібна Георгієвська медаль «Гідність. Слава. Праця» II ступеня.